# Televisão na Coreia do Sul
Na Coreia do Sul há várias redes nacionais de televisão, as três maiores delas são KBS, MBC e SBS. A maioria dos grandes estúdios de televisão está localizada em Yeouido e Sangam-dong. A Coreia do Sul tornou-se o terceiro país a adotar a Ásia quando a transmissão televisiva começou em 12 de maio de 1956 com a abertura da HLKZ-TV, uma estação de televisão operada comercialmente. A HLKZ-TV foi estabelecida pela RCA Distribution Company (KORCAD) em Seul com 186-192 MHz, saída de 100 watts e 525 linhas de varredura.
Os gêneros importantes de programas de televisão incluem dramas seriais, dramas históricos, programas de variedades, programas de jogos, programas de notícias e documentários. Todas as três redes produziram dramas históricos cada vez mais luxuosos nos últimos anos. Alguns programas de televisão sul-coreanos estão disponíveis em canais de satélite e multiculturais em países estrangeiros. Dramas televisivos coreanos têm sido amplamente populares em outros países do Leste Asiático, do Sul da Ásia e do Sudeste Asiático, e se popularizaram internacionalmente em um estágio posterior, com conjuntos inteiros de vídeos ou DVDs de séries disponíveis com legendas completas em diferentes idiomas, sites de legendas online também criado por inúmeros fã-clubes para atender a um público global. Os canais de compras se tornaram bastante populares nos últimos anos também, e os modelos às vezes exibem atos de entretenimento durante os lançamentos de produtos.
Existem muitas operadoras de TV cabo na Coreia do Sul, como a Tbroad, C&M, CMB e CJ HelloVision. Existem aproximadamente 14 milhões de assinantes de TV a cabo em todo o país. O operador de cabo fornece TPS aos seus assinantes.

## História
Desde o início da década de 1950, a televisão foi introduzida na Coreia pela RCA para vender televisores de preto e branco de segunda mão como um esquema de marketing. Alguns televisores foram estrategicamente instalados no Pagoda Park, outros na Estação de Seul e Gwanghwamun durante esse período. No entanto, não foi até 1956, quando a Coreia do Sul começou sua própria emissora de televisão, a HLKZ-TV, parte da KORCAD (RCA Distribution Company). O primeiro drama televisivo coreano, 천국의 문 (As Portas do Céu) em 1956, o diretor de planejamento Choi Chang-Bong passou dois meses e meio consertando continuamente o roteiro, preparando cenários e até mesmo a primeira instância de efeitos especiais, tudo por um tempo. drama que durou não mais do que quinze minutos.
O início dos anos 1960 viu um crescimento fenomenal na transmissão televisiva. Em 1 de outubro de 1961, a primeira estação de televisão em grande escala, a HLKA-TV (agora conhecida como KBS 1TV), foi estabelecida e começou a funcionar no âmbito do Ministério da Cultura e Informação ao Público.
A seguir à KBS estava a TBC-TV da Tongyang Broadcasting Corporation, que foi lançada em 1964 e funcionou até ser incorporada em 1980. Foi a primeira rede privada de televisão na Coreia do Sul.
O segundo sistema de televisão comercial, MBC-TV, fez sua estreia em 1969. O advento da MBC-TV trouxe um desenvolvimento significativo para a indústria de televisão na Coreia e depois de 1969 a indústria de televisão caracterizou-se pela competição furiosa entre as três redes.
Os anos 1970 foram destacados pela intervenção do governo no sistema de mídia na Coreia. Em 1972, o governo do Presidente Park Chung Hee impôs censura à mídia através do Decreto Lei Marcial. O governo revisou a Lei de Radiodifusão sob o pretexto de melhorar a qualidade da programação da televisão. Após a revisão da lei, o governo expandiu seu controle do conteúdo de mídia exigindo que todas as estações de rádio e televisão revisassem a programação antes e depois da transmissão. Embora o governo tenha argumentado que sua ação foi tomada como resultado das crescentes críticas públicas às práticas de mídia de radiodifusão, muitos acusaram o governo de querer estabelecer um monopólio sobre a radiodifusão televisiva.
Os anos 80 foram os anos de ouro para o setor de televisão da Coreia. O crescimento foi fenomenal em todas as dimensões: o número de horas de programação por semana subiu de 56 em 1979 para quase 88,5 em 1989; o número de estações de televisão aumentou de 12 em 1979 para 78 em 1989; e o número de televisores cresceu de 4 milhões em 1979 para quase 6 milhões no mesmo período. Apesar de produzir televisores a cores para exportação, a televisão a cores não foi introduzida no país até 1981. A transmissão a cores, no entanto, ocasionou uma renovação da forte concorrência entre as redes. No entanto, a indústria de TV coreana também sofreu enormes golpes nesta década. Durante o regime de Chun Doo-hwan, vários jornais, emissoras e publicações foram fechadas à força ou foram fundidas em uma única organização. Uma delas é a TBC-TV, que foi concedida à KBS. O TBC-TV foi então substituído pelo KBS 2TV. Após as reformas democráticas do país em 1987, várias regulamentações foram impostas para isolar os radiodifusores da influência política. Por exemplo, a Assembleia Nacional estabeleceu a Fundação para a Cultura de Broadcast para isolar o MBC da influência política e do KBS.
No início da década de 1990, com a introdução da televisão a cabo, o governo iniciou um serviço experimental de televisão a cabo multicanal e multifuncional. Além disso, a Coreia lançou seu primeiro satélite de transmissão / comunicação, Mugungwha, a 36.000 km acima do equador em 1995. Espera-se que o desenvolvimento de uma rede de banda larga integrada assuma a forma de B-ISDN imediatamente após a virada do século. Esta década é um período de grande mudança tecnológica na indústria de radiodifusão coreana, que tornará a mídia de transmissão ainda mais importante do que no passado. Nesta década, a indústria de radiodifusão coreana maximizará o serviço com novos desenvolvimentos tecnológicos, como DBS, satélites e sistemas de cabo interativo, os quais permitirão que a Coreia participe plenamente da sociedade da informação.
Em 22 de julho de 2009, depois de acalorados debates políticos, a emenda da lei de mídia aprovou a assembleia nacional sul-coreana para desregulamentar o mercado de mídia da Coreia do Sul. Em 31 de dezembro de 2010, quatro redes gerais de televisão a cabo foram licenciadas.

## Redes nacionais
Na Coreia do Sul ha quatro redes de televisão em todo o país, três redes gerais e uma rede educacional, como segue:
| Nome                                                                                | Canais (Região de Sudogwon)                                                         | Canais (Região de Busan)                                                            | Channels (Região de Jeju)                                                           | Fundado                                          | Tipo & Proprietário                                                                            |
| ----------------------------------------------------------------------------------- | ----------------------------------------------------------------------------------- | ----------------------------------------------------------------------------------- | ----------------------------------------------------------------------------------- | ------------------------------------------------ | ---------------------------------------------------------------------------------------------- |
| Educational Broadcasting System (EBS) 한국교육방송공사 韓國敎育放送公社             | - EBS1 TV l HLQL-TV/HLQL-DTV (Canal 10-1) - EBS2 TV l HLQL-TV/HLQL-DTV (Canal 10-2) | - EBS1 TV l HLQL-TV/HLQL-DTV (Canal 10-1) - EBS2 TV l HLQL-TV/HLQL-DTV (Canal 10-2) | - EBS1 TV l HLQL-TV/HLQL-DTV (Canal 10-1) - EBS2 TV l HLQL-TV/HLQL-DTV (Canal 10-2) | 27 dezembro 1990                                 | Radiodifusão pública Governo da Coreia do Sul                                                  |
| Korean Broadcasting System (KBS) 한국방송공사 韓國放送公社                          | - KBS1 Seoul HLKA-DTV (Canal 9-1) - KBS2 Seoul HLKC-DTV (Canal 7-1)                 | - KBS1 Busan HLKB-DTV (Canal 9-1) - KBS2 Busan HLKE-DTV (Canal 7-1)                 | - KBS1 Jeju HLKS-DTV (Canal 9-1) - KBS2 Jeju HLCF-DTV (Canal 7-1)                   | - 1 outubro 1961 (KBS1) - 1 dezembro 1980 (KBS2) | Radiodifusão pública Governo da Coreia do Sul                                                  |
| Munhwa Broadcasting Corporation (MBC) 문화방송주식회사 文化放送株式會社             | - MBC-TV Seoul HLKV-DTV (Canal 11-1)                                                | - MBC-TV Busan HLKU-DTV (Canal 11-1)                                                | - MBC-TV Jeju HLAJ-DTV (Canal 11-1)                                                 | 1 agosto 1969                                    | Transmissões comerciais The Foundation of Broadcast Culture The Jeongsu Scholarship Foundation |
| Seoul Broadcasting System (SBS) 에스비에스 / 서울방송그룹 에스비에스 / 서울放送그룹 | - SBS-TV Seoul HLSQ-DTV (Canal 6-1)                                                 | - KNN-TV Busan HLDG-DTV (Canal 6-1)                                                 | - JIBS-TV Jeju HLKJ-DTV (Canal 6-1)                                                 | 20 março 1991                                    | Transmissões comerciais SBS Media Holdings                                                     |